# 热龙乡
热龙乡（藏語：ར་ལུང་），是中华人民共和国西藏自治区日喀则市江孜县下辖的一个乡镇级行政单位。

## 行政区划
热龙乡下辖以下地区：
比萨村、曲堆村、果琼村、罗布岗村、夏雄村、比龙村和马玉村。